# Abraço de urso

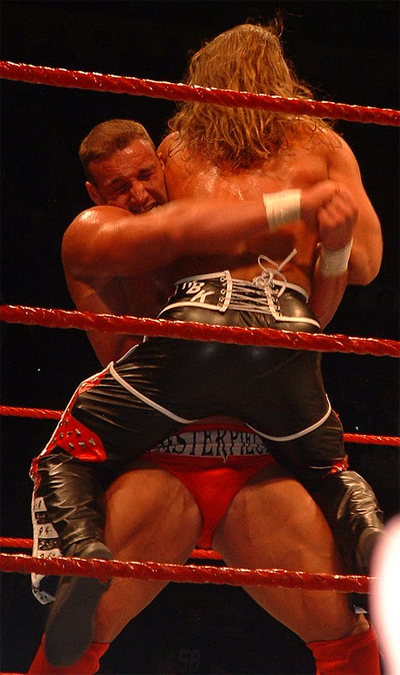

Um abraço de urso (em inglês:  bear hug), em wrestling, é um recurso de ataque bastante utilizado em grappling, ou seja, nas lutas corpo-a-corpo. O termo pode se referir ainda, contudo, a qualquer forte abraço dado afetuosamente. As mãos são travadas em torno do adversário e este é mantido firmemente no peito do reponsável pelo abraço. O abraço de urso é uma posição dominante com grande controle sobre o oponente.